# Ксимения
Ксимения (лат. Ximenia) — род двудольных цветковых растений, включённый в семейство Олаксовые (Olacaceae). Иногда вместе с 3—4 другими родами выделяется в семейство Ximeniaceae Horan., 1834.

## Название
Карл Линней в работе Species plantarum 1753 года использовал для этого рода растений название Ximenia, впервые употреблённое Шарльем Плюмье. Плюмье назвал это растение в честь испанского миссионера в Гватемале Франсиско Хименеса (ум. в 1725).

## Ботаническое описание
Род объединяет листопадные деревья и кустарники, иногда полупаразитические. Ветки покрыты чёрными шипами. Листья расположенные очерёдно. Соцветия располагаются в пазухах листев или на коротких цветоносах.
Цветки четырёх- или пятидольчатые, обоеполые. Чашечка с зубчатым краем, лепестки раздельные, линейные или расширенные до продолговатых. Тычинки в числе 8—10, нитевидные, в продолговатыми пыльниками. Завязь верхняя, обычно четырёхдольчатая. Рыльце пестика головчатое.
Плод — мясистая костянка.
Листьями ксимении питаются гусеницы бабочки Hypolycaena philippus.

## Ареал
Виды ксимении широко распространены в тропических районах Америки, Африки, Азии и Океании.

## Значение и применение
Плоды ксимении съедобны. Вкус их рознится от кисло-сладкого до почти пресного, иногда горьковатый. Возможно, содержат в небольших количествах синильную кислоту. Ядра семян ксимении употребляются в пищу в Нигерии. Однако известны и случаи отравления ими. Из ядер можно выжимать масло, в Анголе используемое в кулинарии. Молодые листья и лепестки ксимении съедобны после приготовления.
Древесина ксимении очень прочная, тяжёлая, желто-красного цвета.

## Таксономия
|  |                                      |  |                                                         |                                                         |                     |  | ещё 6 семейств (согласно Системе APG III) |             |              |         |
|  |                                      |  |                                                         |                                                         |                     |  |                                           |             |              | 8 видов |
|  |                                      |  |                                                         | порядок Санталоцветные                                  |                     |  |                                           |             | род Ксимения |         |
|  |                                      |  |                                                         | порядок Санталоцветные                                  |                     |  |                                           |             | род Ксимения |         |
|  | отдел Цветковые, или Покрытосеменные |  |                                                         |                                                         | семейство Олаксовые |  |                                           |             |              |         |
|  | отдел Цветковые, или Покрытосеменные |  |                                                         |                                                         |                     |  |                                           |             |              |         |
|  |                                      |  | ещё 58 порядков цветковых растений (по Системе APG III) | ещё 58 порядков цветковых растений (по Системе APG III) |                     |  |                                           | ещё 24 рода | ещё 24 рода  |         |
|  |                                      |  |                                                         | ещё 58 порядков цветковых растений (по Системе APG III) |                     |  |                                           |             | ещё 24 рода  |         |

### Синонимы
- Heymassoli Aubl., 1775
- Pimecaria Raf., 1838
- Rottboellia Scop., 1777, nom. rej.

### Виды
- Ximenia americana L., 1753 — Ксимения американская
- Ximenia caffra Sond., 1850
- Ximenia coriacea Engl., 1892
- Ximenia glauca (DeFilipps) Bentouil, 1994
- Ximenia intermedia (Chodat & Hassl.) DeFilipps, 1969
- Ximenia parviflora Benth., 1839
- Ximenia pubescens Standl., 1919
- Ximenia roigii León, 1948